# غاريت ويليامسون
غاريت ويليامسون (بالإنجليزية: Garrett Williamson)‏ مواليد 15 يونيو 1988 في بنسيلفانيا، هو لاعب كرة سلة كندي بدأ مسيرته الاحترافية في سنة 2010 يلعب في دوري كندا الوطني لكرة السلة ويحمل الرقم 15. يبلغ طوله 6 قدم 5 بوصة (2.0 م).

## روابط خارجية
- غاريت ويليامسون على موقع كرة السلة الأوروبية.كوم (الإنجليزية)
- غاريت ويليامسون على موقع DraftExpress.com (الإنجليزية)
- غاريت ويليامسون على موقع كلية كرة السلة في سبورتس رفرنس.كوم (الإنجليزية)
- غاريت ويليامسون على موقع ريلجم (الإنجليزية)
- غاريت ويليامسون على موقع بروبوليرز (الإنجليزية)
- غاريت ويليامسون على موقع سبورتس رفرنس (الإنجليزية)
- غاريت ويليامسون على موقع سبورتس رفرنس (الإنجليزية)